# Julius Randle
Julius Deion Randle, född 29 november 1994 i Dallas i Texas, är en amerikansk professionell basketspelare (PF/C) som spelar för Minnesota Timberwolves i National Basketball Association (NBA). Han har tidigare spelat för Los Angeles Lakers, New Orleans Pelicans och New York Knicks.
Randle draftades av Los Angeles Lakers i första rundan i 2014 års draft som sjunde spelare totalt.
Innan han blev proffs studerade Randle på University of Kentucky och spelade för deras idrottsförening Kentucky Wildcats.